# Штатенберг
Штатенберг (словен. Štatenberg) је насељено место у општини Маколе, Подравска регија, Словенија.

## Историја
До територијалне реорганизације у Словенији био је у саставу старе општине Словенска Бистрица.

## Становништво
У попису становништва из 2011. године, Штетенберг је имао 183 становника.
| Број становника према пописима | Број становника према пописима | Број становника према пописима |
| ------------------------------ | ------------------------------ | ------------------------------ |
| 1991                           | 2002                           | 2011                           |
| 158                            | 172                            | 183                            |

Напомена: Године 2017. извршена је мала размена територије између насеља Врхоле при Лапорју (Словенска Бистрица) и Штатенберг.